# 玉峰山镇
玉峰山镇，是中华人民共和国重庆市渝北区下辖的一个乡镇级行政单位。

## 沿革
- 2002年8月28日，關興鎮更名為玉峰山鎮，政府駐地由關口遷至玉峰場。[2]
- 2003年6月5日，調整行政區域，轄原玉峰山鎮和石坪鎮的新坪村及天堡寨鎮的三橋村、高筍村、青林村、支援村1、2組所屬行政區域。面積48.56平方公里，總人口14175人，其中非農業人口2845人。轄13個村委會[3]
- 2007年12月5日，調整行政區域，管轄原石坪鎮和原玉峰山鎮玉峰村、旱土村、天竺社區所屬行政區域，共10個村，2個社區，幅員面積61.12平方公里。鎮政府駐石坪場（原石坪鎮政府駐地）。原玉峰山鎮高筍村劃入龍興鎮，原玉峰山鎮關興村、石壁村劃入石船鎮[4]。

## 行政区划
玉峰山镇下辖以下地区：
街道社区、天竺社区、中心村、石岩村、环山村、桐桷村、香溪村、龙门村、双井村、龙井村、玉峰村和旱土村。